# 아르시노이테리움
아르시노이테리움(Arsinoitherium)은 멸종된 종인 중각목에 속하는 멸종된 근제류 속이다. 코끼리, 바다소, 바위너구리와 관련이 있다. 아르시노이테리움은 3,600만 년 전부터 3,000만 년 전까지 북아프리카의 후기 에오세와 초기 올리고세 시기에 열대 우림 지역과 맹그로브 늪지대에서 살았던 표면적으로 코뿔소와 유사한 초식 동물이다. 2004년에 기술된 아르시노이테리움 기간테움(A. giganteum) 종은 약 2,700만 년 전 에티오피아에 살았다.

## 분류학
가장 잘 알려진 (그리고 처음 기술된) 종은 아르시노이테리움 지트텔리(A. zitteli)이다. 또 다른 종인 아르시노이테리움 기간테움(A. giganteum)은 2003년 에티오피아의 칠가 고원에서 발견되었다. 아르시노이테리움 지트텔리보다 훨씬 큰 이 화석 치아는 약 2,800만 년에서 2,700만 년 전으로 거슬러 올라간다. 파이윰 오아시스는 아르시노이테리움 화석의 완전한 골격이 발견된 유일한 장소이지만, 아르시노이테리움은 루마니아의 크리바디아테리움과 튀르키예의 힙사마시아와 팔레오아마시아를 포함한 동남유럽에서 발견되었다.

## 묘사

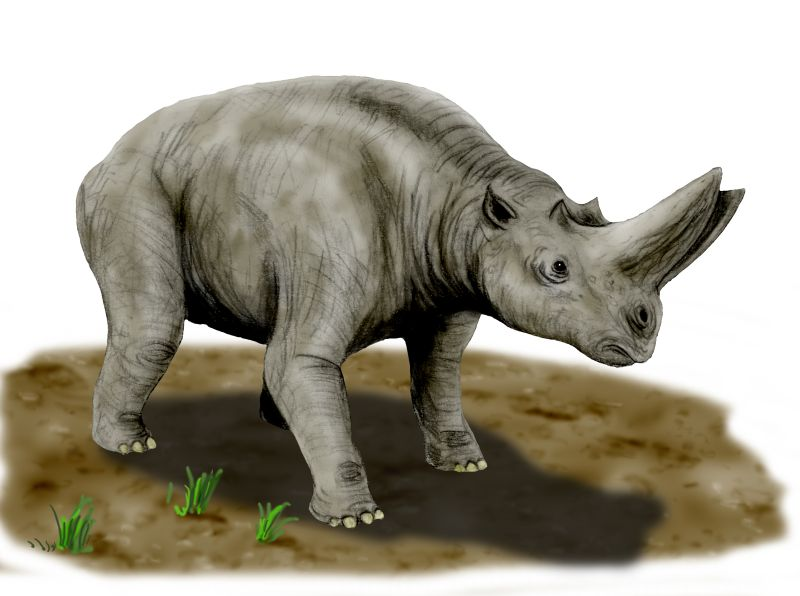
복원도

아르시노이테리움의 성체는 어깨 높이가 약 1.75m, 길이가 약 3m였다. 몸무게는 2.5t으로 현대의 흰코뿔소보다 약간 작았고, 비슷한 특징과 크기 때문에 아르시노이테리움은 일반적으로 멸종된 코뿔소 종으로 여겨지지만 코뿔소와 밀접한 관련이 없다. 대신 현존하는 가장 가까운 친척은 코끼리와 매너티다. 이들은 앞다리가 앞으로 흔들리기보다는 뒤로 강하게 당기는 데 적합한 거대하고 느리게 움직이는 동물로, 얕은 물을 뚫고 나가거나 부드럽고 끈적끈적한 땅을 걷는 동물의 전형적인 특징이다. 화석은 현재 아프리카와 아라비아반도 전역의 해안 늪지대와 따뜻하고 습하며 식생이 많은 저지대 숲에 퇴적된 퇴적물에서 발견된다.
아르시노이테리움의 가장 눈에 띄는 특징은 코 위에 있는 거대한 뿔 한 쌍과 눈 위에 있는 두 번째 작은 손잡이 모양의 뿔 한 쌍이었다. 이 뿔들은 구조적으로 현대 소과의 뿔과 유사했다. 재건 과정에서 일반적으로 기린의 오시콘과 유사한 것으로 나타났지만, 실제로는 소과의 뿔 핵심처럼 각 뼈 코어가 큰 케라틴 뿔로 덮여 있었을 수 있다. 수컷과 암컷 모두 뿔이 있었다. 일부 연구자들은 같은 부위의 더 크고 작은 종을 설명했지만, 다른 연구자들은 신체와 치아 크기의 차이를 성적 이형성으로 확인했다.  골격은 튼튼하고 팔다리는 코끼리와 유사한 기둥 모양이었으며 엉덩이도 코끼리처럼 생겼고, 관절은 달리도록 만들어지지 않았다. 아르시노이테리움은 유태반류 치열의 원시 상태인 44개의 치아로 구성된 완전한 보체를 가지고 있었다. 그러나 이 속은 턱 관절을 움직여 연속적인 치아 열을 따라 일정한 압력을 생성하는 독특하고 고도로 전문화된 씹는 방식을 가지고 있었으며, 매우 선택적인 브라우저로 재구성되었다.